# فلفل‌شیطان‌واران
فلفل‌شیطان‌واران (نام علمی: Rauvolfioideae) نام یک زیرخانواده از تیره خرزهره‌ایان است.